# 大洋路

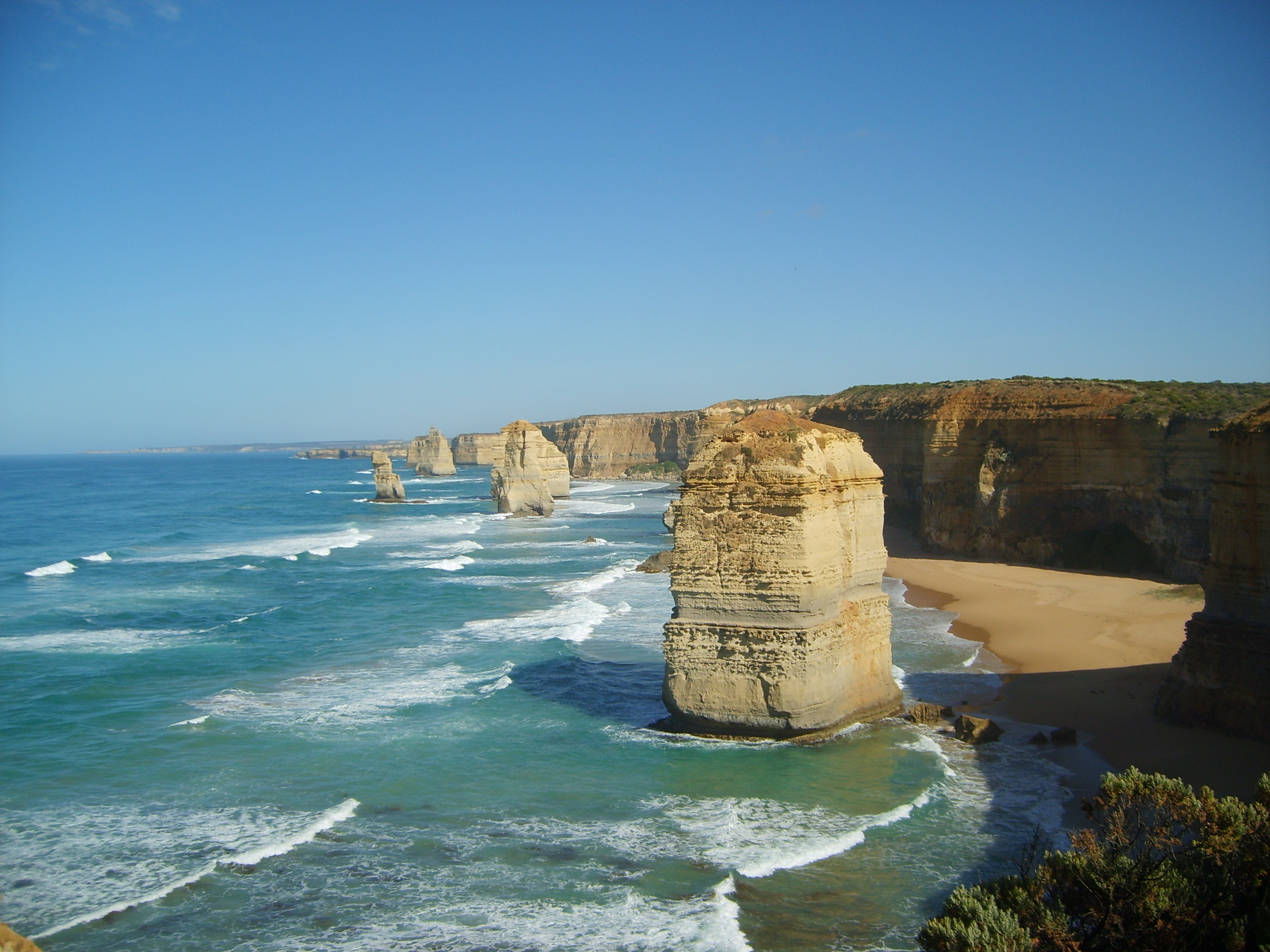
大洋路海景

大洋路（英語：The Great Ocean Road）是位於澳洲澳洲東海岸維多利亞州西南部的一條沿海行車公路，全長約243公里，建於巴斯海峽海岸的懸崖峭壁中間，起點自托爾坎（Torquay），終點於瓦南布爾以東10（6.2英里）的亞倫斯福特（Allansford）。
大洋路周圍自然風光資源豐富，亦有很多海景別墅位於公路內側的懸崖峭壁之上，每當聖誕節時分，很多澳洲人會駕駛露營車在公路沿線一帶露營。
大洋路始建於1919年，在1932年竣工，澳洲政府藉此紀念第一次世界大战中牺牲的人。

## 旅游
大洋路是澳大利亚知名的旅游目的地，每年吸引超过250万游客到访（2018年游客数字为280万）。
开车自驾是游览大洋路最合适的方式，可以自由安排时间和行程，通常需要安排2-3天；也可以选择跟团游览，在墨尔本有很多旅行社可以报名参团，行程有当天往返，也有两天或三天的。

## 沿途核心市镇
- 托尔坎（Torquay）
- 安吉西（Anglesea）
- 洛恩（Lorne）
- 阿波罗湾（Apollo Bay）
- 坎贝尔港（Port Campbell）

## 沿途旅遊景點
- 十二門徒石
- 沉船海岸
- 斯普利特角灯塔
- 奥特威角灯塔
- 伦敦拱桥